# 四巷陈氏宅
四巷陈氏宅是一处规模宏大的古民居，位于江苏省泰州市海陵区五巷历史街区的四巷8号，占据四巷西侧三分之二的空间，共有前后6进、院落10个、房屋49间。特色包括厅屋斜铺方砖、火巷设置腰门以及灶房内凿有水井等。2019年3月20日，四巷陈氏宅公布为第八批江苏省文物保护单位。